# 1987 a filmművészetben

## Események
- február 1. – Hollywoodban megkezdődnek a filmmetropolisz fennállásának 100. évfordulójára rendezett ünnepségek
- február 20. – A peresztrojka hatása a szovjet filmgyártást is megérinti. A 37. Berlini Filmfesztiválon számos, a cenzúra által betiltott, dobozba zárt filmet is bemutatnak. Közülük kettő Alexandr Szokolov Szomorú érzéketlenség és Gleb Panfilov Téma című filmje is versenyben szerepel.
- április 5. – A Fox tévétársaság műsorra tűzi az USA-ban az Egy rém rendes család című vígjátéksorozatot.
- május 9. – Tom Cruise feleségül veszi Mimi Rogers színésznőt.
- július – A Los Angeles-i Universal Cityben megnyitják a világ legnagyobb mozi-komplexumát. Az új 5940 férőhelyes létesítmény megelőzi a New York-i Radio City Music Hall-t.
- október 31. – New Yorkban a nagy filmtársaságok közzéteszik az október közepi tőzsdekrach következtében elszenvedett veszteségeiket. A stúdiók részvényértéke kb. 20%-ot csökken.
- november 21. – Bruce Willis feleségül veszi Demi Moore színésznőt.
- december 31. – Az USA filmiparában a videofilmekből származó haszon a mozielőadások bevételének majd kétszerese.

## Sikerfilmek
1. Végzetes vonzerő (Paramount), főszereplő Michael Douglas, Glenn Close, Anne Archer – 320 145 693 dollár
2. Beverly Hills-i zsaru 2. (Paramount), főszereplő Eddie Murphy, Judge Reinhold, John Ashton – 299 965 036 dollár
3. Dirty Dancing – Piszkos tánc (Vestron), főszereplő Patrick Swayze, Jennifer Grey, Jerry Orbach – 213 954 274 dollár
4. Halálos rémületben (United Artists), főszereplő Timothy Dalton, Joe Don Baker, John Rhys-Davies – 191 185 897 dollár
5. Aki legyőzte Al Caponét (Paramount), főszereplő Kevin Costner, Sean Connery, Robert De Niro – 186 270 454 dollár
6. Három férfi és egy bébi (Disney), főszereplő Ted Danson, Steve Guttenberg, Tom Selleck – 167 780 960 dollár (USA)
7. Jó reggelt, Vietnam! (Disney), főszereplő Robin Williams, Forest Whitaker, Tung Thanh Tran – 123 922 370 dollár (USA)
8. Halálos fegyver (Warner), főszereplő Mel Gibson, Danny Glover, Gary Busey – 120 207 127 dollár
9. Dupla vagy semmi (Universal), főszereplő Michael J. Fox, Helen Slater, Richard Jordan – 110 996 879 dollár
10. Predator – Ragadozó (Fox), főszereplő Arnold Schwarzenegger, Carl Weathers, Kevin Peter Hall – 98 235 548 dollár

## Magyar filmek
- Doktor Minorka Vidor nagy napja – rendező Sólyom András
- Hol volt, hol nem volt – rendező Gazdag Gyula
- Hótreál – rendező Szabó Ildikó
- Isten veletek, barátaim – rendező Simó Sándor
- Keresztúton – rendező Sára Sándor
- Keserves – rendező Bonta Zoltán
- Kiáltás és kiáltás – rendező Kézdi-Kovács Zsolt
- Laura – rendező Böszörményi Géza
- Lenz – rendező Szirtes András
- Malom a pokolban – rendező Maár Gyula
- A másik ember – rendező Kósa Ferenc
- Miss Arizona – rendező Sándor Pál
- Moziklip – rendező Tímár Péter
- Napló szerelmeimnek – rendező Mészáros Márta
- Rap levelek – rendező Szirtes András
- Sikoly – rendező Kézdi-Kovács Zsolt
- Sír az út előttem – rendező Sára Sándor
- Szamárköhögés – rendező Gárdos Péter
- Szeleburdi vakáció – rendező Palásthy György
- Szerelem második vérig – rendező Dobray György
- Szépleányok – rendező Dér András
- Szörnyek évadja – rendező Jancsó Miklós
- Tiszta Amerika – rendező Gothár Péter
- UFO – Azonosíthatatlan repülő objektumok találkozása a szubjektummal – rendező Szirtes András
- Utóirat – rendező Szász János
- Valahol Magyarországon – rendező Kovács András

## Díjak, fesztiválok
- Oscar-díj (március 31.)
  - Film:A szakasz
  - Rendező: Oliver Stone – A szakasz
  - Férfi főszereplő: Paul Newman – A pénz színe
  - Női főszereplő: Marlee Matlin: Egy kisebb isten gyermekei
- 12. César-gála (március 7.)
  - Film: Thérese története, rendezte Alain Cavalier
  - Rendező: Alain Cavalier, Thérese története
  - Férfi főszereplő: Daniel Auteuil, A Paradicsom… és …és a Pokol
  - Női főszereplő: Sabine Azéma, Melodráma
  - Külföldi film: A rózsa neve, rendezte Jean-Jacques Annaud
- 1987-es cannes-i filmfesztivál
  - Zsűri Külön Nagydíja: Vezeklés, rendezte Tengiz Abuladze
- Berlini Nemzetközi Filmfesztivál
  - Arany Medve: Téma
  - Ezüst Medve: Egy kisebb isten gyermekei Randa Haines és Napló gyermekeimnek – Mészáros Márta
  - rendező: Oliver Stone – A szakasz
  - Férfi főszereplő: Gian-Maria Volonté – Az Aldo Moro-eset
  - Női főszereplő: Anna Beatriz Nogueira – Vera
- Velencei Nemzetközi Filmfesztivál
  - Arany Oroszlán: Viszontlátásra gyerekek! – Louis Malle
  - Ezüst Oroszlán: Éljen soká az Úrnő!
  - Férfi főszereplő: James Wilby és Hugh Hrant – Maurice
  - Női főszereplő: Kang Soo Yeong – Sibiji
- 1987-es Magyar Filmszemle

## Születések
- szeptember 5. – Anja Sommavilla, színész
- szeptember 22. – Tom Felton, színész
- szeptember 28. – Hilary Duff
- július 30. – Phillip Mataway
- november 18. – Courtney Weller

## Halálozások
- január 9. – Arthur Lake, amerikai színész
- január 14. – Douglas Sirk, német rendező
- január 15. – Ray Bolger, amerikai színész, táncos, énekes
- február 23. – Esmondot Knight, brit színész
- február 25. – John Collin, brit színész
- február 28. – Joan Greenwood, angol színésznő
- március 2. – Randolph Scott, amerikai színész
- március 3. – Danny Kaye, amerikai színész
- március 21. – Robert Preston, amerikai színész
- március 28. – Patrick Troughton, angol színész
- április 11. – Váradi Hédi, magyar színésznő
- május 1. – Michael Gover, dán színész
- május 14. – Rita Hayworth, amerikai színésznő
- május 31. – Markos József (Alfonzó), magyar színész, humorista
- június 1. – Khvádzsa Ahmad Abbász, indiai író, filmrendező
- június 6. – Fulton Mackay, skót színész
- június 22. – Fred Astaire, amerikai színész, táncos, énekes
- június 24. – Jackie Gleason, amerikai színész, humorista, zenész
- július 3. – Viola Dana, amerikai színésznő
- július 7. – Hannelore Schroth, német színésznő
- július 31. – Joseph E. Levine, amerikai producer
- augusztus 1. – Pola Negri, lengyel színésznő
- augusztus 17. – Clarence Brown, amerikai rendező
- augusztus 28. – John Huston, amerikai színész, rendező
- augusztus 29. – Lee Marvin, amerikai színész
- szeptember 4. – Richard Marquand, walesi rendező
- szeptember 5. – Bill Fraser, angol színész
- szeptember 13. – Mervyn LeRoy, amerikai rendező
- szeptember 23. – Bob Fosse, amerikai rendező
- szeptember 25. – Mary Astor, amerikai színésznő
- szeptember 25. – Emlyn Williams, walesi színész
- október 2. – Madeleine Carroll, angol színésznő
- október 13. – Kishore Kumar, indiai színész, énekes
- október 20. – Sulyok Mária, magyar színésznő (* 1908)
- október 21. – Gábor Pál, magyar filmrendező (* 1932)
- december 4. – Rouben Mamoulian, grúz rendező

## Filmbemutatók
- Halálos rémületben – rendező John Glen – főszereplő Timothy Dalton és John Rhys-Davies
- Acéllövedék – rendező Stanley Kubrick – főszereplő Matthew Modine és Vincent D’Onofrio
- Angyalszív – rendező Alan Parker – főszereplő Mickey Rourke, Robert De Niro, Charlotte Rampling, Lisa Bonet
- Azok a véres napok – rendező John Sayles – főszereplő Chris Cooper, James Earl Jones és Mary McDonnell
- Baby Boom – rendező Charles Shyer – főszereplő Diane Keaton
- Bagdad Café – rendező Percy Adlon – főszereplő Marianne Sägebrecht
- Egy bébiszitter kalandjai – rendező Chris Columbus – főszereplő Elisabeth Shue
- Botcsinálta tanerő – rendező Carl Reiner – főszereplő Courtney Thorne-Smith, Mark Harmon és Kirstie Alley
- Az eastwick-i boszorkányok – rendező George Miller – főszereplő Jack Nicholson, Susan Sarandon, Cher, Michelle Pfeiffer
- Az elveszett fiúk – rendező Joel Schumacher – főszereplő Jason Patric és Kiefer Sutherland
- A gyanúsított Peter Yates – főszereplő Cher, Dennis Quaid, Liam Neeson
- Egy ház Londonban −  rendező David Jones − főszereplő Anne Bancroft, Anthony Hopkins
- A híradó sztárjai –  rendező James L. Brooks – főszereplő William Hurt, Albert Brooks és Holly Hunter
- Hófehérke és a hét törpe - rendező: Michael Berz - főszereplők: Diana Rigg, Billy Barty, Sarah Patterson
- Keressük az igazit Making Mr. Right - főszereplő  John Malkovich, Ann Magnuson
- A kapu – rendező Tibor Takács – főszereplő Stephen Dorff
- Kincses sziget az űrben – rendező Antonio Margheriti – főszereplő Anthony Quinn, David Warbeck, Itaco Nardulli, Philippe Leroy és Ernest Borgnine
- Repülők, vonatok, automobilok – rendező John Hughes – főszereplő Steve Martin, John Candy
- Robotzsaru – rendező Paul Verhoeven – főszereplő Peter Weller
- A suttyók visszavágnak 2.: Gyagyás nyaralás – rendező Joe Roth – főszereplő Robert Carradine és Courtney Thorne-Smith
- Superman 4. – A sötétség hatalma – rendező Sidney J. Furie – főszereplő Christopher Reeve és Gene Hackman
- Szemérmetlen szerencse -  rendező Arthur Hiller, főszereplő Shelley Long, Bette Midler
- Tőzsdecápák – rendező Oliver Stone – főszereplő Michael Douglas, Charlie Sheen és Martin Sheen
- Az új diri – rendező Christopher Cain – főszereplő James Belushi és Louis Gossett Jr.
- Az utolsó császár – rendező Bernardo Bertolucci – főszereplő Peter O’Toole
- Űrgolyhók – rendező Mel Brooks – főszereplő Mel Brooks, John Candy, Rick Moranis, Bill Pullman és Daphne Zuniga
- A vágy törvénye – rendező Pedro Almodóvar – főszereplő Eusebio Poncela, Carmen Maura, Antonio Banderas
- A vasmacska kölykei – rendező Garry Marshall főszereplő Kurt Russell és Goldie Hawn
- A világ urai – rendező Gary Goddard – főszereplő Dolph Lundgren és Frank Langella
- Walker – rendező Alex Cox – főszereplő Ed Harris, René Auberjonois és Keith Szarabajka